# باول ۲۲۴۶
سیارک ۲۲۴۶ (به انگلیسی: 2246 Bowell، نامگذاری:1979XH) دو هزار و دویست و چهل و ششمین سیارک کشف شده‌است که در ۱۴ دسامبر ۱۹۷۹ کشف شد.
قدر مطلق سیارک برابر ۱۰٫۵۶ است.